# ویلی مویر
ویلی مویر (انگلیسی: Willie Moir; ۱۹ آوریل ۱۹۲۲ – ۹ مهٔ ۱۹۸۸) بازیکن فوتبال اهل اسکاتلند بود.
از باشگاه‌هایی که در آن بازی کرده‌است می‌توان به باشگاه فوتبال استوک‌پورت کانتی و باشگاه فوتبال بولتون واندررز اشاره کرد.
وی همچنین در تیم ملی فوتبال اسکاتلند بازی کرده‌است.